# 阿米雷特 (明尼蘇達州)
阿米雷特（英語：Amiret）是位於美國明尼蘇達州萊昂縣阿米雷特鎮區的一個非建制地區。

## 歷史
阿米雷特原名科堡（Coburg），1878年改為現稱。阿米雷特的郵局於1873年設立，其後於1992年停運。

## 地理
阿米雷特所處的海拔為高於海平面373米（即1224英呎），而該地所採用的時區為UTC-6，即北美中部時區（CST）。同時該地設有夏令時間，為UTC-6調快一小時，即UTC-5（CDT）。